# HMS Jonquil (K68)
HMS Jonquil (K68) je bila korveta razreda flower Kraljeve vojne mornarice, ki je bila operativna med drugo svetovno vojno.

## Zgodovina
Ladjo so prvič prodali maja 1946 in nato leta 1947; tokrat je bila preoblikovana v trgovsko ladjo in preimenovana v Lemnos. Leta 1951 je bila ponovno prodana in preimenovana v Olympic Rider. 1. decembra 1955 je ladja potonila.